# Вита Семеренко
Вита Семеренко (на украински: Віта[a] Олекса́ндрівна Семере́нко) е украинска биатлонистка, близначка с биатлонистката Валентина Семеренко.
Тя е олимпийска шампионка с щафетата на Украйна и сребърна медалистка в спринта на 7,5 km от зимните олимпийски игри в Сочи през 2014 г.
Двукратна сребърна медалистка с щафетата и носителка на 3 индивидуални бронзови медала от световни първенства.

## Резултати

### Олимпийски игри
| Event         | Индивидуално 15 км | Спринт 7,5 км | Преследване 10 км | Масов старт 12,5 км | Щафета 4 х 6 км | Смесена щафета 2 х 6 км + 2 х 7,5 км |
| ------------- | ------------------ | ------------- | ----------------- | ------------------- | --------------- | ------------------------------------ |
| 2010 Ванкувър | 22-ро              | 34-то         | 42-ро             | не участва          | 6-о             | не се провежда                       |
| 2014 Сочи     | 29-о               | Бронз         | 10-о              | 16-о                | Злато           | 7-о                                  |

### Световни първенства
| Състезание              | Индивидуално 15 км | Спринт 7,5 км | Преследване 10 км | Масов старт 12,5 км | Щафета 4 х 6 км  | Смесена щафета 2 х 6 км + 2 х 7,5 км |
| ----------------------- | ------------------ | ------------- | ----------------- | ------------------- | ---------------- | ------------------------------------ |
| 2007 Антхолц-Антерселва | 20-о               | 12-о          | 20-о              | 20-о                | 9-о              | не е в отбора                        |
| 2008 Йостершунд         | 13-о               | 35-о          | не стартира       | 4-то                | Сребро           | не е в отбора                        |
| 2009 Пьонг Чанг         | 12-о               | 26-о          | 19-о              | 14-о                | не завършва      | не е в отбора                        |
| 2011 Ханти-Мансийск     | Бронз              | 18-о          | 17-о              | 25-о                | дисквалифицирана | 8-а                                  |
| 2012 Руполдинг          | 16-о               | Бронз         | 8-о               | 7-о                 | 6-о              | 14-о                                 |
| 2013 Нове Место         | 5-о                | Бронз         | 9-о               | 4-то                | 2-ро             | не е в отбора                        |